# Мюллер, Даниель
Дание́ль Мю́ллер (нем. Daniel Müller; 29 мая 1965, Швейцария) — швейцарский кёрлингист, второй в составе команды Швейцарии, чемпион зимних Олимпийских игр 1998.

## Достижения
- Зимние Олимпийские игры: золото (1998).
- Чемпионат Швейцарии по кёрлингу среди мужчин: золото (1996, 1999, 2001).

## Команды
| Сезон   | Четвёртый       | Третий         | Второй         | Первый         | Запасной                                                 | Турниры                      |
| ------- | --------------- | -------------- | -------------- | -------------- | -------------------------------------------------------- | ---------------------------- |
| 1987—88 | Даниэль Модель  | Бит Стефан     | Михаэль Липс   | Рихард Мер     | Даниель Мюллер                                           | ЧМ 1988 (4 место)            |
| 1996—97 | Патрик Хюрлиман | Патрик Лёртшер | Даниель Мюллер | Диего Перрен   |                                                          |                              |
| 1997—98 | Патрик Хюрлиман | Патрик Лёртшер | Даниель Мюллер | Диего Перрен   | Доминик Андрес тренеры: Штефан Кайзер, Фредерик Жан (ЧЕ) | ЧЕ 1997 (5 место) · ЗОИ 1998 |
| 2006—07 | Патрик Хюрлиман | Патрик Лёртшер | Доминик Андрес | Даниель Мюллер |                                                          |                              |

(скипы выделены полужирным шрифтом)